# Liste von Größenordnungen der Lichtstärke

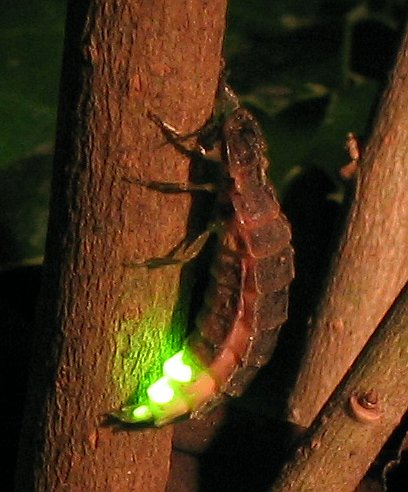
Glühwürmchen

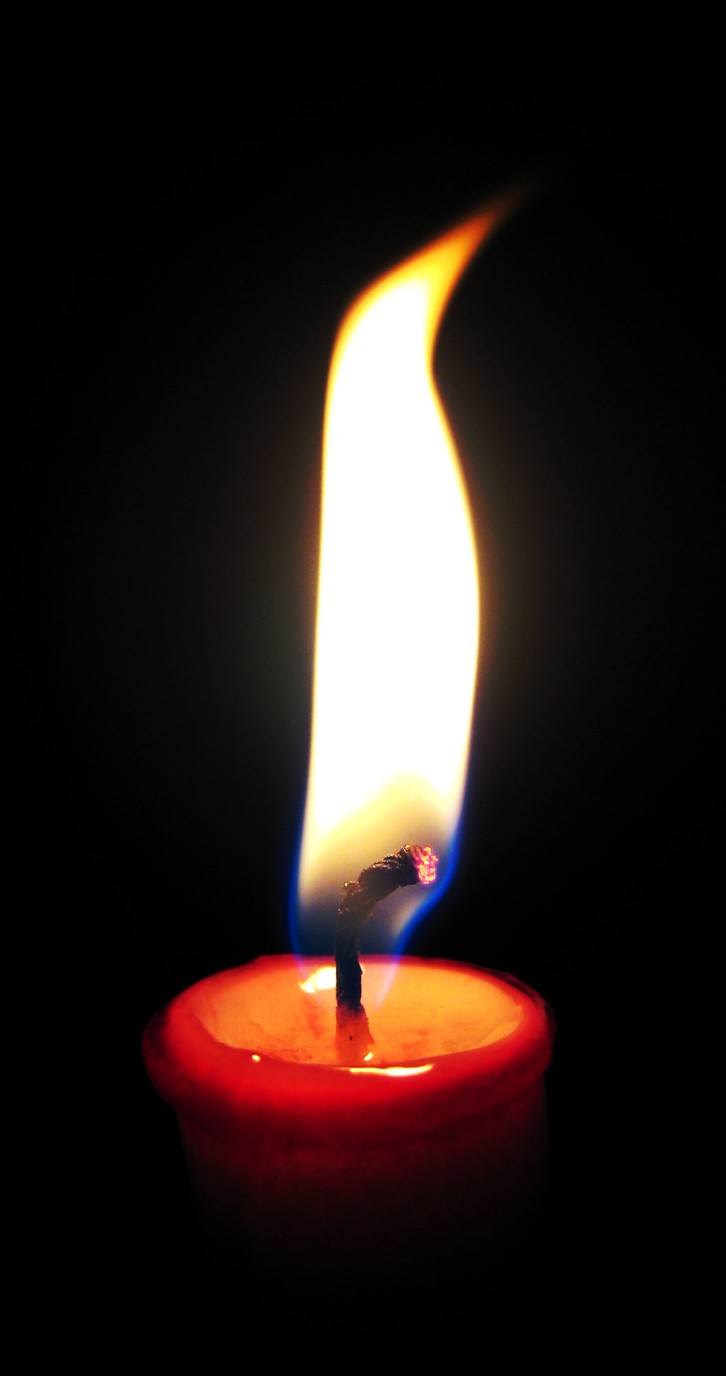
Kerzenflamme

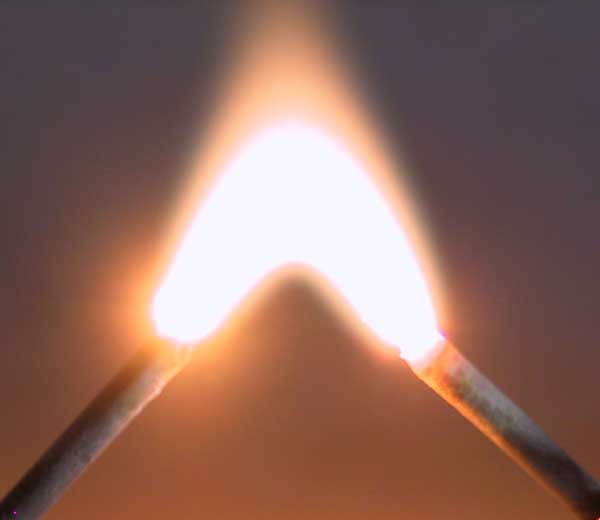
Lichtbogen

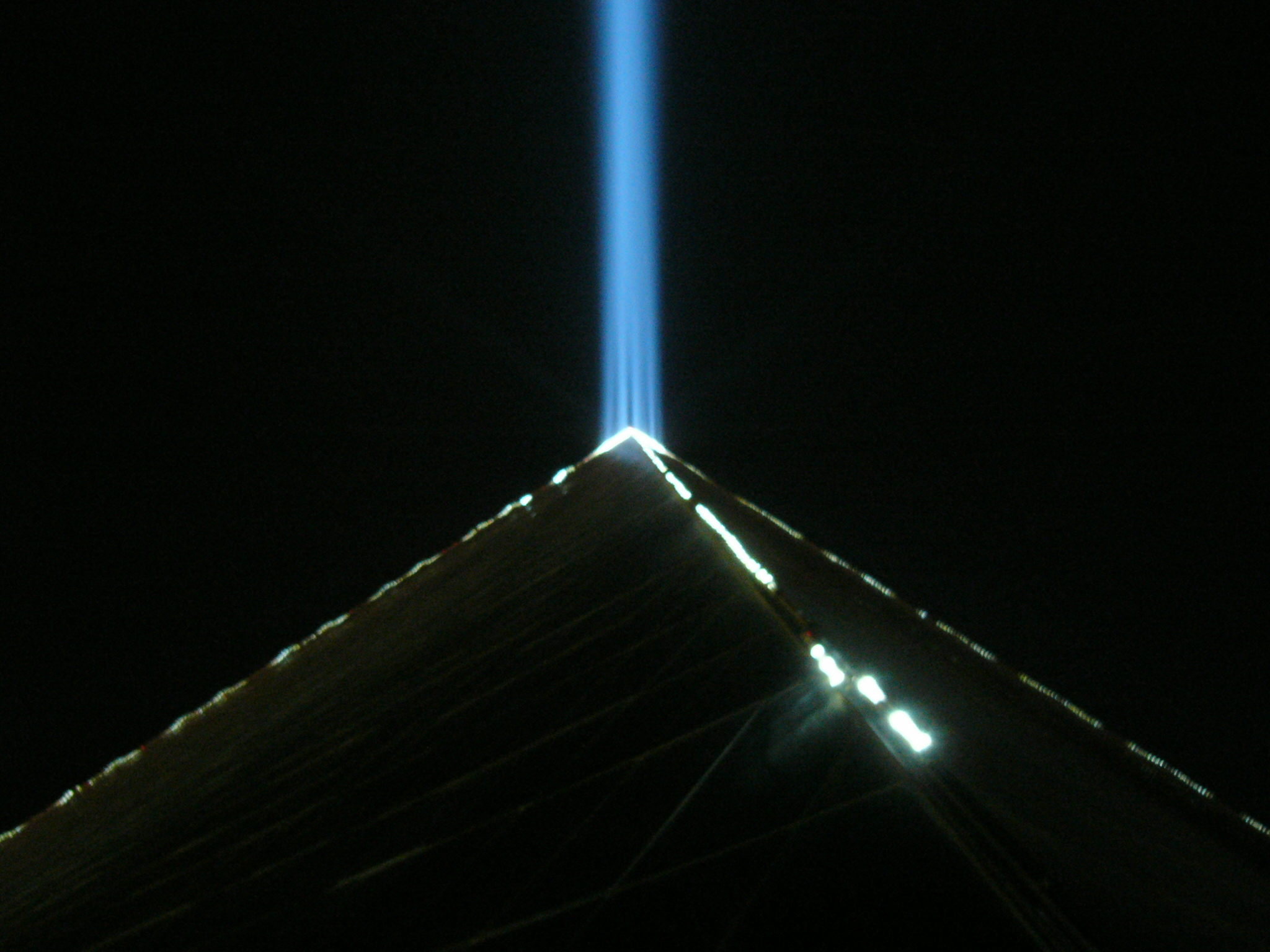
Luxor Sky Beam

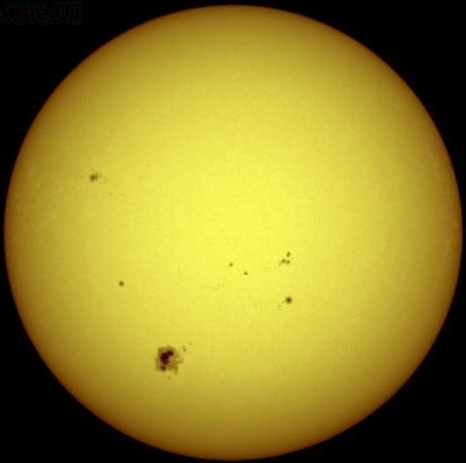
Sonne

Dies ist eine Zusammenstellung von Lichtstärken verschiedener Größenordnungen zu Vergleichszwecken. Die Angaben sind oft als „typische Werte“ zu verstehen; die umgerechneten Werte sind gerundet. Dabei ist zu beachten, dass gebündelte Lichtquellen – im Raumwinkel des Lichtrahls – viel größere Lichtstärken erreichen können als Quellen, die das Licht in alle Richtungen ausstrahlen.
Grundeinheit der Lichtstärke im internationalen Einheitensystem ist die Candela (Einheitenzeichen cd).

## Nanocandela
1 ncd = 10−9 cd
- 300 ncd – Zifferblatt einer Uhr mit Leuchtfarbe im Dunkeln

## Mikrocandela
1 μcd = 10−6 cd = 1000 ncd
- 10 μcd – Superluminova-Uhrenzifferblätter im Dunkeln

## Millicandela
1 mcd = 10−3 cd = 1000 μcd
- 10 mcd – Glühwürmchen
- 10 bis 50 mcd – normale Leuchtdioden

## Candela
1 cd = 1000 mcd
- 1 cd – Kerzenflamme
- 10 cd – Hindernis-Befeuerung an Luftfahrthindernissen, Mindestwert
- 58 cd – Glühlampe, 60 W
- bis 60 cd – sehr helle Leuchtdioden, sogenannte Superstrahler
- 100 cd – vorgeschriebene Fahrradbeleuchtung in Österreich
- 110 cd – Glühlampe, 100 W
- 180 cd – Leuchtstoffröhre, 40 W
- 400 cd – Tagfahrlicht nach der ECE-Regelung Nr. 87, Mindestwert
- 430 cd – Quecksilberdampflampe, 125 W
- 800 cd – Lichtbogen, 250 W

## Kilocandela
1 kcd = 103 cd = 1000 cd
- 1,6 kcd – Bogenlampe
- 2 kcd – Gefahrenfeuer an Luftfahrthindernissen, Mindestwert
- 10 kcd – Quecksilberdampflampe, 2000 W
- 15 kcd – Seenotsignalmittel Handfackel Rot
- 40 bis 70 kcd – Fernlicht an Höchstgeschwindigkeitszügen
- 80 kcd – Seenotsignalmittel Fallschirmsignalpatrone Rot
- 225 kcd – Fernlicht an Kraftfahrzeugen im Straßenverkehr (maximal zulässiger Wert der Summe aller Scheinwerfer)
- 500 kcd – Leuchtfeuer für Seefahrt

## Megacandela
1 Mcd = 106 cd = 1000 kcd
- 2 Mcd – Leuchtfeuer für Luftfahrt
- 4,5 Mcd – Leuchtturm Campen
- 6 bis 8 Mcd – Blendgranate
- 35 Mcd – Leuchtturm Helgoland

## Gigacandela
1 Gcd = 109 cd = 1000 Mcd
- 2,7 Gcd – Suchlicht Turbinlite an einigen US-amerikanischen Douglas A-20
- 40 Gcd – Luxor Sky Beam des Luxor Hotel and Casino

## Mehr als 1012Candela
- 3e16 cd (30 Pcd) – Mond, Rückstrahlung in Richtung der Sonne
- 8e18 cd (8 Ecd) – Brauner Zwerg ε Indi Ba
- 4e22 cd (20 Zcd) – Roter Zwerg Wolf 359
- 3e27 cd (3 Rcd) – Sonne
- 1e31 cd (10 Qcd)  – Rigel
- 3e35 cd – Supernova 1987A
- 4e36 cd – Supernova S Andromedae
- 4e37 cd – Milchstraße
- 8e39 cd – Quasar 3C 273
- 4e43 cd – hellste bisher beobachtete Hypernova GRB 080319B (in Richtung der Jets)